# Гой (округ)
Гой (нім. Bezirk Gäu) — округ у Швейцарії в кантоні Золотурн.
Адміністративний центр — Онзінген.

## Громади
У таблиці наведено список громад округу станом на 2022 рік, населення та площа станом на 2019 рік.

| Українська назва | Оригінальна назва | Код BFS | Населення | Площа |
| ---------------- | ----------------- | ------- | --------- | ----- |
| Вольфвіль        | Wolfwil           | 2408    | 2307      | 6,9   |
| Геркінген        | Härkingen         | 2402    | 1638      | 5,5   |
| Егеркінген       | Egerkingen        | 2401    | 3793      | 7,0   |
| Кестенгольц      | Kestenholz        | 2403    | 1829      | 8,6   |
| Нідербухзітен    | Niederbuchsiten   | 2405    | 1246      | 5,5   |
| Ноєндорф         | Neuendorf         | 2404    | 2246      | 7,1   |
| Обербухзітен     | Oberbuchsiten     | 2406    | 2282      | 9,4   |
| Онзінген         | Oensingen         | 2407    | 6264      | 12,1  |

## Демографія
Населення округу складає (станом на  грудень 2020) 22 005 осіб.